# Masters of the Universe (película)
Masters of the Universe es una película de acción y fantasía estadounidense de 1987 basada en la serie He-Man and the Masters of the Universe, protagonizada por Dolph Lundgren, Frank Langella, Jon Cypher, Chelsea Field, Billy Barty y Courteney Cox.
La película fue estrenada en los Estados Unidos el 7 de agosto de 1987 después que la popularidad de la línea de juguetes y dibujos animados fuera alcanzada al máximo. Mientras, en España fue estrenada con el título Los Master del Universo el 17 de diciembre de 1987. En Argentina fue estrenada el 7 de enero de 1988 como Amos del Universo, y posteriormente fue editada en VHS a través de THV (Transmundo Home Video SA).
El film fue un fracaso de crítica y taquilla, resultando en un desastre total para la productora Cannon Films (y en simultáneo con el lanzamiento de la misma productora de Superman IV). Con un costo estimado de 22 millones de dólares, la recaudación en total habría llegado apenas a los 17.336.370 US$.

## Argumento
En el planeta Eternia, en el centro del universo, las fuerzas de Skeletor han tomado control del Castillo Grayskull y han capturado a la hechicera. Skeletor planea usar el poder oculto del Castillo usando “El Gran Ojo de la Galaxia”, un portal en el trono del Castillo, el cual se abre solo si la luna de Eternia está alineada con el planeta. 
Con su ejército derrotado y superado, uno de los patrulleros de Skelletor es derrotado por el más grande guerrero de ese mundo, He-Man, junto a su mentor, Man-At-Arms y su hija Teela. En medio de la batalla, rescatan a un inventor Thenoriano y cerrajero llamado Gwildor, quién les revela su nueva creación: una llave cósmica que puede abrir portales a cualquier lugar del tiempo y el espacio, la cual fue usada por Skeletor en su victoria. Sin embargo, Gwildor conserva el prototipo y guía a los demás a un pasaje secreto del castillo. 
Tras ser rodeados por Skeletor y sus tropas, Gwildor usa la llave para escapar junto a sus nuevos amigos a la tierra. Pero al llegar, pierden la llave. He-Man y los demás se dividen para hallarla. Cerca del sitio de su llegada, un par de adolescentes, Julie y Kevin, la encuentran en un cráter y comienzan a presionar los botones. Evil-Lyn, la segunda al mando de Skeletor, rastrea la llave y junto a un grupo de mercenarios, llegan a la tierra para recuperarla. Este grupo incluye a Saurod, Blade, Beastman y Karg.
Julie está de luto tras la muerte de sus padres en un accidente aéreo y planea mudarse esa noche, por lo que quiere despedirse de Kevin y sus amigos. Sin embargo, Kevin siente curiosidad por la llave, confundiéndola con un sintetizador japonés y la lleva a una tienda de música, dejando sola a Julie. Un portal se abre y los mercenarios atacan el gimnasio donde Julie está, pudiendo apenas escapar, pero es ayudada por He-Man mientras Man-At-Arms y Teela hacen huir a los villanos. Estos regresan a Grayskull y su derrota enfurece a Skeletor, matando a Saurod, tras lo cual los envía de regreso a la tierra, junto a un ejército bajo el mando de Evil-Lyn.
Kevin Vuelve a la escuela, la cual está en ruinas y es llevado a la casa de Julie por el Detective Lubic, quién investiga la escena del desastre. Por teléfono, Julie le revela a su amigo la importancia de la llave, pero Lubic la confisca, creyendo que fue robada. He-Man, Julie y los demás llegan a la tienda de música donde se encuentras con Kevin y Lubic, pero cuando este trata de arrestarlos, son interrumpidos por Evil_Lyn y sus tropas. Ella personifica a la madre de Julie, engañándola para entregarle la llave y la usa para abrir un portal a Eternia, por el cual llega Skeletor.
He-Man logra recuperar el artefacto, pero sus amigos son capturados por Skeletor y es obligado a rendirse. En medio de la batalla, Julie es mortalmente herida y la segunda llave es averiada. Gwildor la repara, pero ya no tiene las notas para regresar a la tierra. Afortunadamente Kevin (un músico aficionado) recuerda las notas y usa un piano para recrear la melodía y abrir otro portal, pero es perseguido por Lubic.
En el planeta Eternia, Skeletor declara la Victoria, mientras He-Man es encadenado y obligado a rendirse ante su enemigo. El héroe se niega pero es torturado por Blade. Al abrirse el gran ojo, Skeletor absorbe una gran cantidad de poder, que lo transforma en un Dios con armadura, pero su momento de triunfo es interrumpido por la llegada de Kevin y Lubac. He-Man logra liberarse y junto a sus aliados, enfrentan a los aliados de Skeletor. He-man logra destruir el báculo de Skeletor, lo que le revierte a su estado original. Ambos rivales luchan con la espada, pero He-man tiene la mano vencedora y Skeletor es enviado a un profundo foso. 
Tras la victoria de He-Man, Julie es curada por la Hechicera y junto a Kevin se despiden, cruzando el portal, mientras que Lubac decide quedarse en Eternia como un guerrero. Al despertar, Julie se encuentra con sus padres vivos y logra evitar que tomen el fatídico vuelo. Ella se reencuentra con Kevin y confirman que lo vivido no fue un sueño. Kevin posee una esfera con la que pueden ver la imagen de He-Man victorioso frente al castillo Grayskull sosteniendo su espada y exclamando “¡ya tengo el poder!”.
Tras los crèditos, Skeletor emerge del líquido del fondo del foso en el que fue lanzado, y dice “¡Volveré!”.

## Reparto[7]
| Actor                 | Personaje                        |
| --------------------- | -------------------------------- |
| Dolph Lundgren        | He-Man                           |
| Frank Langella        | Skeletor                         |
| Anthony De Longis     | Blade                            |
| Meg Foster            | Evil-Lyn                         |
| Tony Carroll          | Hombre Bestia                    |
| Chelsea Field         | Teela                            |
| Billy Barty           | Gwildor                          |
| Courteney Cox         | Julia "Julie" Winston            |
| Robert Duncan McNeill | Kevin Corrigan                   |
| Jon Cypher            | Man-At-Arms                      |
| James Tolkan          | Detective Lubic                  |
| Christina Pickles     | Hechicera del Castillo Grayskull |
| Pons Maar             | Saurod                           |
| Robert Towers         | Karg                             |
| Peter Brooks          | Narrador                         |
| Walter Scott          | Sr. Winston                      |
| Gwynne Gilford        | Sra. Winston                     |

## Premios y nominaciones[8]
| Premiación                                              | Categoría                         | Nominado               | Resultado |
| ------------------------------------------------------- | --------------------------------- | ---------------------- | --------- |
| Razzie Awards                                           | Peor actor de reparto             | Billy Barty            | Nominado  |
| Academy of Science Fiction, Fantasy & Horror Films, USA | Mejor película de ciencia ficción | Master of Universe     | Nominado  |
| Academy of Science Fiction, Fantasy & Horror Films, USA | Mejor vestuario                   | Julie Wess             | Nominado  |
| Academy of Science Fiction, Fantasy & Horror Films, USA | Mejores efectos especiales        | Richard Edlund         | Nominado  |
| Academy of Science Fiction, Fantasy & Horror Films, USA | Logro excepcional                 | Silver Scroll          | Ganador   |
| Fantasporto                                             | Mejores efectos especiales        | Master of the Universe | Ganador   |
| Fantasporto                                             | Mejor film                        | Gary Goddard           | Nominado  |